# Härmtrattkaktus
Härmtrattkaktus (Eriosyce simulans) är en art inom trattkaktussläktet och familjen kaktusväxter, som har sin naturliga utbredning i Chile.

## Beskrivning
Härmtrattkaktus är en klotformad kaktus som blir upp till 20 centimeter hög och från 5 till 8 centimeter i diameter. Den är uppdelad i 10 till 13 åsar. Längs åsarna sitter styva nållika svarta taggar. Den har 9 till 20 taggar. Den har även en lång pålrot. Blommorna är vita eller gulaktigt röda.
Härmtrattkaktusen växer tillsammans med Copiapoa coquimbana och liknar även den. Därav namnet.

## Synonymer
- Pyrrhocactus simulans F.Ritter 1961
- Neochilenia simulans (F.Ritter) Backeb. 1963
- Neoporteria simulans (F.Ritter) Donald & G.D.Rowley 1966
- Eriosyce heinrichiana ssp. simulans (F.Ritter) Katt. 1994